# Bruno Giordano
Bruno Giordano (ur. 13 sierpnia 1956 w Rzymie) – włoski piłkarz i trener, reprezentant kraju, grający na pozycji napastnika. 

## Kariera piłkarska
Przygodę z futbolem rozpoczął w 1975 roku w klubie S.S. Lazio. Jako piłkarz tej drużyny został królem strzelców Serie A w sezonie 1978/79 z 19 bramkami. W 1980 został aresztowany pod zarzutem udziału w aferze Totonero związanej z zakładami bukmacherskimi i otrzymał zakaz gry w piłkę do 1982. Lazio zostało zdegradowane do Serie B po udziale w skandalu. Giordano po powrocie do gry został królem strzelców Serie B w sezonie 1982/83 oraz zdobył Puchar Włoch w 1982. Po 10 latach opuścił klub, po rozegraniu 203 spotkań, w których strzelił 72 bramki.
Od 1985 występował w SSC Napoli. Grał w drużynie wspólnie z Diego Maradoną czy Ciro Ferrarą. W sezonie 1986/87 zdobył z Napoli podwójną koronę, tj. mistrzostwo Serie A oraz Puchar Włoch. Sezon 1988/89 spędził w Ascoli Calcio. Następnie dołączył do Bologny, z której w 1990 powrócił do Ascoli. Po sezonie 1991/92 zakończył karierę piłkarską. 
| Sezon   | Klub          | Kraj   | Rozgrywki | Mecze | Bramki |
| ------- | ------------- | ------ | --------- | ----- | ------ |
| 1975/76 | S.S. Lazio    | Włochy | Serie A   | 14    | 5      |
| 1976/77 | S.S. Lazio    | Włochy | Serie A   | 26    | 10     |
| 1977/78 | S.S. Lazio    | Włochy | Serie A   | 29    | 12     |
| 1978/79 | S.S. Lazio    | Włochy | Serie A   | 30    | 19     |
| 1979/80 | S.S. Lazio    | Włochy | Serie A   | 23    | 9      |
| 1980/81 | S.S. Lazio    | Włochy | Serie B   | 0     | 0      |
| 1981/82 | S.S. Lazio    | Włochy | Serie B   | 0     | 0      |
| 1982/83 | S.S. Lazio    | Włochy | Serie B   | 38    | 18     |
| 1983/84 | S.S. Lazio    | Włochy | Serie A   | 18    | 8      |
| 1984/85 | S.S. Lazio    | Włochy | Serie A   | 25    | 5      |
| 1985/86 | SSC Napoli    | Włochy | Serie A   | 25    | 10     |
| 1986/87 | SSC Napoli    | Włochy | Serie A   | 26    | 5      |
| 1987/88 | SSC Napoli    | Włochy | Serie A   | 27    | 8      |
| 1988/89 | Ascoli Calcio | Włochy | Serie A   | 26    | 10     |
| 1989/90 | Bologna FC    | Włochy | Serie A   | 33    | 7      |
| 1990/91 | Ascoli Calcio | Włochy | Serie B   | 20    | 1      |
| 1991/92 | Ascoli Calcio | Włochy | Serie A   | 17    | 2      |

## Kariera reprezentacyjna
Giordano po raz w drużynie narodowej wystąpił 21 grudnia 1978 w wygranym 1:0 spotkaniu z Hiszpanią. Giordano zagrał w dwóch spotkaniach eliminacyjnych do Mistrzostw Europy 1984. 
Ostatni mecz w reprezentacji Włoch zagrał 25 września 1985. Przeciwnikiem była Norwegia, a mecz zakończył się porażką Italii 1:2. Łącznie Giordano w latach 1978–1985 wystąpił w 13 spotkaniach i strzelił jedną bramkę.
| Mecze i gole w reprezentacji | Mecze i gole w reprezentacji | Mecze i gole w reprezentacji | Mecze i gole w reprezentacji | Mecze i gole w reprezentacji | Mecze i gole w reprezentacji | Mecze i gole w reprezentacji |
| #                            | Data                         | Miasto                       | Przeciwnik                   | Gol                          | Wynik                        | Rozgrywki                    |
| ---------------------------- | ---------------------------- | ---------------------------- | ---------------------------- | ---------------------------- | ---------------------------- | ---------------------------- |
| 1.                           | 21.12.1978                   | Rzym                         | Hiszpania                    |                              | 1:0                          | towarzyski                   |
| 2.                           | 13.06.1979                   | Zagrzeb                      | Jugosławia                   |                              | 1:4                          | towarzyski                   |
| 3.                           | 26.09.1979                   | Florencja                    | Szwecja                      |                              | 1:0                          | towarzyski                   |
| 4.                           | 17.11.1979                   | Udine                        | Szwajcaria                   |                              | 2:0                          | towarzyski                   |
| 5.                           | 05.10.1983                   | Bari                         | Grecja                       | Gol                          | 3:0                          | towarzyski                   |
| 6.                           | 15.10.1983                   | Neapol                       | Szwecja                      |                              | 0:3                          | El. ME 1984                  |
| 7.                           | 16.11.1983                   | Praga                        | Czechosłowacja               |                              | 0:2                          | El. ME 1984                  |
| 8.                           | 22.05.1984                   | Zurych                       | RFN                          |                              | 0:1                          | towarzyski                   |
| 9.                           | 26.05.1984                   | Toronto                      | Kanada                       |                              | 2:0                          | towarzyski                   |
| 10.                          | 30.05.1984                   | East Rutherford              | Stany Zjednoczone            |                              | 0:0                          | towarzyski                   |
| 11.                          | 13.03.1985                   | Marousi                      | Grecja                       |                              | 0:0                          | towarzyski                   |
| 12.                          | 02.06.1985                   | Meksyk                       | Meksyk                       |                              | 1:1                          | towarzyski                   |
| 13.                          | 25.09.1985                   | Lecce                        | Norwegia                     |                              | 1:2                          | towarzyski                   |

## Kariera trenerska
Kariera menadżerską Giordano rozpoczął w 1993 w zespole Polisportiva Monterotondo Calcio. W kolejnych latach pracował dla Fano (1995–1996), FC Crotone (1996–1997), Frosinone Calcio (1997–1998), Ancona Calcio (1998–1999), Nocerina (1999–2000), Calcio Lecco (2000–2001), Tivoli Calcio (2001–2002) oraz L’Aquila (2002–2003). 
Od 2003 do 2005 pracował w Reggiana 1919. W styczniu 2006 został powołany na stanowisko trenera zajmującej ostatnie miejsce w Serie B drużyny Catanzaro. Catanzaro spadło do Serie C, a wkrótce potem ogłosił upadłość.
Latem 2006 Giordano został nowym trenerem Messiny, która właśnie spadła do Serie B. Jednak po wykryciu Afery Calcipoli w 2006, Messina pozostała w Serie A, co pozwoliło Giordano w końcu trenować drużynę z najwyższej klasy rozgrywkowej. W dniu 30 stycznia 2007, po serii słabych wyników, w tym porażce u siebie z ostatnim w tabeli Ascoli, Giordano został zwolniony. Powrócił do Messiny 2 kwietnia, jednak przegrał wszystkie cztery mecze, po czym został ponownie zwolniony 23 kwietnia, zaledwie 21 dni po ponownym mianowaniu. 
W kwietniu 2009 został mianowany przez klub Serie B Pisa w miejsce Giampiero Ventury na stanowisku głównego trenera. Następnie przez krótki czas pełnił funkcję głównego trenera klubu Ternana Calcio.
Od końca października 2013 był trenerem drużyny Ascoli Calcio, z której odszedł w 2014. Pracował także w węgierskiej FC Tatabánya.

## Sukcesy
S.S. Lazio
- Król strzelców Serie A (1): 1978/79
- Król strzelców Serie B (1): 1982/83

SSC Napoli
- Mistrzostwo Serie A (1): 1986/87
- Puchar Włoch (1): 1986/87